# سعود الخلاقي
سعود الخلاقي (مواليد 5 أغسطس 1993) هو لاعب كرة قدم قطري .
كانت بداياته مع الغرافة وانتقل إلى الأهلي عام 2015 و أعاره الأهلي إلى الشحانية في مطلع عام 2017 و بعدها إنظم إلى نادي الخور و عاد إلى نادي الشحانية في عام 2018 .

## روابط خارجية
- سعود الخلاقي على موقع Soccerway.com (الإنجليزية)